# Формула Барута
Формула Барута (Намбу — Барута) — эмпирическая зависимость, выведенная для масс лептонов. Она имеет вид:
{\displaystyle m(N)=m_{e}\left(1+{\frac {3}{2\alpha }}\sum _{k=0}^{N}k^{4}\right)},
где:
- {\displaystyle m_{e}} — масса электрона,
- {\displaystyle \alpha } — постоянная тонкой структуры.

Соответственно, для электрона: {\displaystyle N=0}, для мюона: {\displaystyle N=1}, для таона: {\displaystyle N=2}.
Иными словами, разности масс пропорциональны {\displaystyle {\frac {3}{2\alpha }}}:
{\displaystyle {\frac {m_{\mu }-m_{e}}{m_{e}}}={\frac {3}{2\alpha }}}
{\displaystyle {\frac {m_{\tau }-m_{e}}{m_{e}}}={\frac {51}{2\alpha }}}
Формула Барута восходит к работе Намбу, который в 1952 году пытался связать массы известных тогда частиц с постоянной тонкой структуры (точнее с величиной {\displaystyle {\frac {1}{\alpha }}\approx 137}). В 1979 году Асым Барут применил идею Намбу, чтобы связать значения масс лептонов.
Если использовать современные значения α=7,2973525698(24)⋅10−3 и me=0,510998910(13) МэВ, то для масс лептонов получим следующие оценки:
| Частица                                | {\displaystyle N} | Масса по формуле Барута | Экспериментальное значение |
| -------------------------------------- | ----------------- | ----------------------- | -------------------------- |
| Электрон                               | 0                 | 0,510998910(13) МэВ     | 0,510998910(13) МэВ        |
| Мюон                                   | 1                 | 105,549 МэВ             | 105,658367(4) МэВ          |
| Таон                                   | 2                 | 1786,155 МэВ            | 1776,82(16) МэВ            |
| Заряженный лептон четвёртого поколения | 3                 | 10 293,711 МэВ          | >100 ГэВ                   |

## Формула Барута для кварков
Также формула Барута может быть применена для масс кварков:
{\displaystyle m(N)=m_{u}\left(1+{\frac {3}{2\alpha }}\sum _{k=0}^{N}k^{4}\right)},
где:
- {\displaystyle m_{u}} — масса u-кварка.

Если принять {\displaystyle m_{u}={\frac {m_{e}}{7{,}25}}}, то получим следующие значения:
| Частица       | {\displaystyle N} | Масса по формуле Барута | Экспериментальное значение |
| ------------- | ----------------- | ----------------------- | -------------------------- |
| u-кварк       | 0                 | 0,068 МэВ               | 1,8-3,0 МэВ                |
| d-кварк       | 1                 | 14,1 МэВ                | 4,5-5,3 МэВ                |
| s-            | 2                 | 239 МэВ                 | 90-100 МэВ                 |
| c-кварк       | 3                 | 1 378 МэВ               | 1 250-1 300 МэВ            |
| b-кварк       | 4                 | 4 978 МэВ               | 4 630-4 690 МэВ            |
| t-кварк       | 5                 | 13 766 МэВ              | 172 500-173 920 МэВ        |
| Седьмой кварк | 6                 | 31 989 МэВ              | >190 000 МэВ               |
| Восьмой кварк | 7                 | МэВ                     | >700 000 МэВ               |

## Оценка формулы Барута
Формула Барута даёт хорошее согласие с опытными данными, за исключением оценки массы гипотетического лептона четвёртого поколения, поскольку эксперименты исключают существование четвёртого заряженного лептона с массой менее 100 ГэВ.
В отличие от формулы Коидэ, которая даёт потрясающие согласие с экспериментальными данными, формула Барута — Намбу имеет довольно приближённое согласие с опытом.